# 雨宮敬
雨宮 敬（あめみや たかし、1987年7月6日 - ）は、山梨県東八代郡石和町（現：笛吹市）出身の元プロ野球選手（投手）。右投右打。NPBでは育成選手であった。

## 経歴

### プロ入り前
山梨学院大附高時代は、1年時の秋からエースとなる。3年時の夏は、山梨県予選決勝で日本航空高に3-13で敗れ準優勝。甲子園出場は果たせなかった。
高校卒業後は、関甲新学生野球連盟に加盟する山梨学院大学に進学。1年時の春からリーグ戦に登板。3年時の春、作新学院大学戦でノーヒットノーランを達成。4年時は、同年から監督に就任した元プロ野球選手の高橋一三の元でプレーした。プロ志望届を提出したが、指名漏れとなった。

### プロ入り後
大学卒業後は、独立リーグであるBCリーグの新潟アルビレックス・ベースボール・クラブに入団。1年目の2010年は、先発・救援の両面で起用され41試合に登板。中盤からは、抑えを任され7Sを挙げた。2年目の2011年は、好不調がはっきりしていた前年と変わり、調子が悪くても緩急を使って抑える投球術を身に付け急成長を遂げる。前半戦は主に中継ぎとして起用され、後半戦からは先発として起用され8勝を挙げ球団の後期優勝に大きく貢献した。個人成績では、南和彰に次ぐリーグ2位の11勝を挙げ、防御率もリーグ2位となる1.79を記録した。
2011年のプロ野球育成ドラフト会議で読売ジャイアンツから5巡目指名を受けたことから、育成選手として入団。しかし、支配下登録選手への移行を果たせないまま、2014年10月1日に球団から戦力外通告を受けた。
2014年11月27日に、新潟への復帰を発表。
2015年には、BCリーグで7セーブを挙げた。同年11月10日にシートバッティング形式の12球団合同トライアウト（草薙球場）へ参加したが、打者3人との対戦で、二塁打1本を含む2安打と1四球という結果に終わった。
2016年10月21日に退団が発表された（任意引退）。

## プレースタイル・人物
最速149km/hのストレートとスライダー・フォークを投げる。
父の雨宮弘は、塩山商業高時代に甲子園に出場している。
実家は笛吹市内で「食事処あめみや」を経営している。

## 詳細情報

### 年度別投手成績
- 一軍公式戦出場なし

### 独立リーグでの投手成績
| 年 度     | 球 団     | 登 板 | 完 投 | 勝 利 | 敗 戦 | セ 丨 ブ | 勝 率 | 打 者 | 投 球 回 | 被 安 打 | 被 本 塁 打 | 与 四 球 | 与 死 球 | 奪 三 振 | 暴 投 | ボ 丨 ク | 失 点 | 自 責 点 | 防 御 率 | W H I P |
| --------- | --------- | ----- | ----- | ----- | ----- | -------- | ----- | ----- | -------- | -------- | ----------- | -------- | -------- | -------- | ----- | -------- | ----- | -------- | -------- | ------- |
| 2010      | 新潟      | 41    | 0     | 4     | 5     | 7        | .444  | 372   | 92.1     | 78       | 4           | 26       | 2        | 61       | 3     | 1        | 23    | 21       | 2.05     | 1.13    |
| 2011      | 新潟      | 33    | 2     | 11    | 2     | 1        | .846  | 471   | 120.2    | 90       | 3           | 35       | 3        | 105      | 5     | 0        | 29    | 24       | 1.79     | 1.04    |
| 2015      | 新潟      | 27    | 0     | 0     | 1     | 7        | .000  | 91    | 21.1     | 18       | 3           | 8        | 1        | 23       | 1     | 0        | 10    | 10       | 4.22     | 1.23    |
| 通算：3年 | 通算：3年 | 101   | 2     | 15    | 8     | 15       | .652  | 934   | 234.1    | 186      | 10          | 69       | 6        | 189      | 9     | 1        | 62    | 55       | 2.11     | 1.09    |

### 背番号
- 15（2010年 - 2011年、2015年 - 2016年）
- 021（2012年 - 2014年）